# 산화효소 시험
산화효소 시험(oxidase test, 옥시다아제 검사, 옥시데이스 시험)은 세균이 옥시다아제을 보유하는가 아닌가를 조사하는 시험으로, 주로 장내 세균과 유사균 및 Neisseria속의 동정에 이용하는 중요한 시험이다. 이 테스트는 Neisseria, Moraxella, Campylobacter 및 Pasteurella 종의 구별을 위한 보조 도구로 사용된다(산화효소 양성). 유사종과 유사모나드를 구별하는 데에도 사용된다.

## 과정
1. 약 4개의 접종 루프로 각 디스크를 적신다.
2. 루프를 사용하여 대량의 순수 박테리아를 무균적으로 디스크로 옮긴다.
3. 최대 3분 동안 디스크를 관찰한다. 접종 부위가 짙은 파란색에서 적갈색, 그리고 거의 검은색으로 변하면 결과는 양성이다. 3분 이내에 색상 변화가 발생하지 않으면 결과는 음성이다.

대안적인 방법으로, 트립티카제 소이 한천 플레이트에서 배양된 살아있는 박테리아는 단일 라인 줄무늬 접종과 함께 멸균 기술을 사용하여 준비될 수 있다. 접종된 플레이트를 37 °C에서 24-48시간 동안 배양하여 집락을 형성한다. 신선한 세균 제제를 사용해야 한다. 배지에서 콜로니가 성장한 후, DMPD 시약 2-3방울을 테스트할 각 유기체의 표면에 추가한다.
- 양성 테스트(OX+)는 10-30초 이내에 보라색에서 보라색으로 색상이 변경된다.
- 음성 테스트(OX-)는 연분홍색이거나 착색이 없는 결과이다.

## 분류
균주는 산화효소 양성(OX+) 또는 산화효소 음성(OX-)일 수 있다.

### OX+
OX+는 일반적으로 박테리아에 시토크롬 c 산화효소(복합체 IV라고도 함)가 포함되어 있으므로 전자 전달 사슬을 통해 O2를 H2O2 또는 H2O로 전환하여 에너지 생산에 산소를 사용할 수 있음을 의미한다.
슈도모나스과(Pseudomonadaceae)는 일반적으로 OX+이다.
그람 음성 쌍구균 Neisseria와 Moraxella는 oxidase 양성이다.
헬리코박터 파일로리(Helicobacter pylori), 콜레라균(Vibrio cholerae) 및 캄필로박터 제주니(Campylobacter jejuni)를 포함하는 많은 그람 음성, 나선형 곡선 막대는 산화효소 양성이기도 하다.

### OX-
OX-는 일반적으로 박테리아가 사이토크롬 c 산화효소를 포함하지 않으므로 전자 전달 사슬로 에너지 생산을 위해 산소를 사용할 수 없거나 전자를 산소로 전달하기 위해 다른 사이토크롬을 사용한다는 것을 의미한다.
Enterobacteriaceae는 일반적으로 OX-이다.

## 활용
나이세리아속균(屬菌)이나 녹농균(緣膿菌) 등 포도당비발효(葡萄糖非醱酵) 그람음성간균(陰性桿菌)의 동정나이세리아속균(屬菌)에서는 인도페놀옥시다제의 존재를, 녹농균에서는 사이토크롬 c 옥시다제(시토크롬 c 산화효소 또는 복합체 IV)의 존재를 검출할 수가 있다.

## 같이 보기
- 산화효소
- 동정